# Doon (Iowa)
Pour les articles homonymes, voir Doon.
Doon est une ville du comté de Lyon, situé dans le nord-ouest de l'état américain de l'Iowa. La population était de 533 en 2000. Le BNSF passe à travers Doon, qui accueille annuellement le Railroad Days Festival.

## Histoire
Situé sur un plateau sur la rive est de la Rock River, la ville de Doon a été nommée d'après la River Doon, rendu célèbre en tant que sujet principal du poème de Robert Burns, Ye Banks and Braes o' Bonnie Doon. Fondée par G. W. Bowers et A. H. Davison le 6 septembre 1889, la ville a été incorporée le 8 mars 1892.

## Géographie
Selon le Bureau du recensement des États-Unis, la ville a une aire totale de 1,5 km², le tout sur terre. Doon est traversée par la Rock River, un confluent de la Big Sioux River.
La ville est aussi desservie par l' U.S. Route 75 et  Iowa Highway 167

## Démographie
Selon le recensement de 2000, il y avait 533 personnes, 202 ménages et 151 familles habitant à Doon. La densité de population était de 356,8 habitants/km². La composition raciale était composée de 99,81 % de blancs, 0,19 % de natifs américains et 0,38 % d'hispaniques ou latinos.